# Morčić
Morčić je vrsta hrvatskog autohtonog pučkog nakita, jedan od najprepoznatljivijih simbola Rijeke, Kvarnera i Hrvatskog Primorja. Pored svoje estetske i ukrasne namjene, taj je nakit također bio vidljivi znak identiteta, oznaka pripadnosti Rijeci, Kvarneru i općenito primorskim krajevima.

## Povijest
Kada se spominje "morčić", obično se misli na naušnice kao najčešći nakit antropomorfnog oblika; crna glava s bijelim turbanom, ali i na sam lik, tj. poprsje crnog čovjeka s turbanom, koji je ukomponiran i u druge vrste nakita (broševi, ukrasne igle, prstenje).
Na stvaranje morčića velik je utjecaj imala Venecija koja je u 17. i 18. stoljeću bila opsjednuta Orijentom, pa je tako uz orijentalne začine, mirise, tkaninu, odjeću i nakit, u odaje bogatih venecijanskih patricija uvela paževe i sluge, odnosno crnce u orijentalnoj odjeći. To je potaknulo mnoge venecijanske zlatare da počnu izrađivati ukrasne igle u obliku crnca s turbanom, zlatnog poprsja, bogato ukrašenog dragim kamenjem, prozvanog "moretto".
U isto vrijeme u Rijeci nastaje morčić, kao skromnija verzija "venecijanskog moretta".
Riječki su se majstori kod izrade svojih morčića poslužili tada jeftinijom tehnikom emajliranja, te osnovnim crnim (lice) i bijelim (turban) emajlom ukrasili izrađene crnačke glavice. Upravo je uporaba emajla, staklenog praha koji se na metalnu podlogu veže taljenjem na 650 - 850 stupnjeva, riječkom morčiću dala prepoznatljiv i jedinstven izgled. Zbog majstorske izrade te prihvatljive cijene, morčić postaje dio tradicionalnog ženskog pučkog nakita, ponajprije Riječanki. Osim Riječanki, nose ga žene Grobinštine, Kastavštine, Vinodola, Gorskog kotara, nose ga na otocima Pagu, Rabu, Krku i Cresu. U Rijeci ga nazivaju i "mori", u Vinodolskom kraju "morči", u Kastvu "račini morci", a u Gorskom kotaru "morčeki".
Ričinu morčića (naušnice) nosili su i sinovi jedinci, pomorci (po jednu u desnom uhu), te ribari kao zaštitu, odnosno hamajliju. Uz to morčići-naušnice označivali su društveni status i ekonomsku moć, te pripadnost primorskom kraju.
Morčići su izrađivani prvenstveno kao naušnice, ali i privjesci, broševi, igle ili prsteni, u bezbroj inačica, od jeftinih malenih glavica emajliranih crnim i bijelim emajlom, pa do skupocjenih primjeraka koji su ukrašavani draguljima (rubin, briljant), koraljima i drugim vrstama emajla. Vještina taljenja emajla, koja je njegovana u svakoj radionici i prenošena s oca na sina, činila je riječkog morčića jedinstvenim nakitom. Osnovna dva tradicionalana oblika glavica razlikuju se po obliku turbana, pa tako razlikujemo morčića 'Turco' s klasičnom polukružnom kalotom na vrhu turbana, ili morčića 'Indiano' čiji turban podsjeća na perjanicu.

### Legenda o nastanku
O nastanku toga neobičnog nakita u našem kraju s likom crnca u bijelom turbanu postoje dvije legende:

- Prva seže u 16. stoljeće i ovako objašnjava postanak morčića:

"Turci su na Grobničkom polju. U gradu strah, jer od Turčina ništa dobroga - samo pljačka i palež. Već dugo se čuju vijesti o njihovim upadima u našoj blizini, o krvavim borbama oko Senja, u Perušiću... Svi muški su na kuli. Srčano odoljevaju napadima, sve je manje snage, a pomoći niotkud. Žene i djeca zatvorili se u kuće i mole za spas, za Božju pomoć. Kamenje neka s neba zatrpa zlo, živi da ostanemo! Opsada traje... dani prolaze i onda Božjom rukom vođena strijela odapeta iz ruke plemenitog Zrinskog pogađa sljepoočnicu turskog paše. Vidjevši da im je vođa mrtav, Turci se razbježaše poljem. Uto i nebo usliši molitve Riječanki, te se otvori i zatrpa Turke kamenjem. Na polju su ostali samo razbacani bijeli turčinovi turbani. Kao uspomenu na tu pobjedu, riječki su muževi svojim ženama dali izraditi naušnice-morčiće."
- Druga legenda s Pelješca kazuje:

"Jedna talijanska kontesa imala je crnu sluškinju koju je jako voljela. Darovala joj je slobodu, a kao uspomenu na nju dala je izraditi naušnice s njenim likom."
Zbog svoje omiljenosti u svim društvenim slojevima, morčić je prihvaćen kao suvenir Rijeke.

## Rasprostranjenost i prepoznatljivost
U drugoj polovici 19. stoljeća Rijeka sa svojim poznatim moretistima i njihovim umijećem izrade morčića postaje najjače središte za izradu takva nakita, pa tako "mori" (kako još nazivaju morčiće) dobivaju, kao izraz autohtonosti, pridjev "riječki". Izrada lika crnca s turbanom proširila se s naušnica i na druge vrste nakita kao što su prstenje, broševi, ogrlice, igle.
Kako su se razvijale i jačale trgovačke veze, morčić je našao svoje mjesto i proširio se preko Senja u Liku, čak i u Bosnu, a morskim je putem stigao do Splita, Zadra i sjevernodalmatinskih otoka.
U tom razdoblju Pavle Scarpa i Augustin Gigante osnivaju firmu "Gigante & Co" kao najjaču zlatarsku radionicu koja se bavila usavršavanjem i oblikovanjem nakita s morčićem i postižu zapažen uspjeh na svjetskoj izložbi u Parizu 1879. godine. Ta je radionica zaslužna za školovanje mnogih poslije poznatih moretista kao što su Tominich, Rollandi i Karlo Venazi.
U općoj atmosferi traganja za riječkim identitetom, potaknuti prikazivanjem predstave "Vježbanje života" Nedjeljka Fabrija 1990. godine, Riječani su izabrali upravo morčića kao simbol Rijeke, "oživjeli" ga i vratili mu ono značenje koje je tijekom povijesti imao.
Nakon Drugoga svjetskog rata proizvodnje morčića umnogome je, naime, opala zbog iseljavanja velikog broja riječkih moretista, slabije kupovne moći stanovništva, a i zbog slabije zainteresiranosti novopridošlih stanovnika Rijeke.
Godine 1991. Grad Rijeka i službeno prihvaća morčića i uzima kao "svoju masku" i simbol grada, pa se primjerice morčić kao zaštitni znak Rijeke nalazi na čelu povorke sve poznatijeg i popularnijega Riječkoga karnevala. U posljednje vrijeme morčići ponovno ukrašavaju izloge mnogih zlatara. Posljednjih desetak godina možemo svjedočiti tihoj ali potpunoj devastaciji tog nakita,[nedostaje izvor] koji se masovno nudi u brojnim zlatarnicama, ali vise kao jeftini suvenir. S iznimkom pojedinih sve rjeđih majstora, većina je zlatara plemeniti emajl, koralje i drago kamenje zamijenila lakovima i plastičnim masama koje se na prvi pogled doimaju slično emajlu. Međutim, radi se o materijalima koji su znatno jeftiniji, neusporedivo lošije kakvoće i koji ne zahtijevaju majstorsku vještinu kao što je to slučaj s taljenim emajlom.